# كولوفيسي
كولوفيسي هي بحيرة متوسطة الحجم في فنلندا. وهي تقع في منطقة مدن نوكيا وساستامالا في منطقة بيركانما. البحيرة هي جزء من حوض كوكومانجوكي. البحيرة عبارة عن تجمع مياه من مساحة 20 كيلومتر مربع 822 الذي يتضمن الجزء العلوي كله من حوض كوكمانجوكي. تصب البحيرة كولوفيسي في بحيرة راوتافسي التي تصب بدورها في بحيرة ليكوفسي وهذه في النهاية تصب في نهر كوكومانجوكي .